# Вайтклей (Небраска)
Вайтклей (англ. Whiteclay) — переписна місцевість (CDP) в США, в окрузі Шерідан штату Небраска. Населення — 8 осіб (2020).

## Географія
Вайтклей розташований за координатами 42°59′49″ пн. ш. 102°33′18″ зх. д. / 42.99694° пн. ш. 102.55500° зх. д. (42.997019, -102.555017).  За даними Бюро перепису населення США в 2010 році переписна місцевість мала площу 0,18 км², уся площа — суходіл.

## Демографія
Згідно з переписом 2010 року, у переписній місцевості мешкало 10 осіб у 2 домогосподарствах у складі 0 родин. Густота населення становила 54 особи/км².  Було 4 помешкання (22/км²).
Расовий склад населення:
| - 80,0 % — корінних американців - 20,0 % — білих |

До двох чи більше рас належало 0,0 %. Частка іспаномовних становила 0,0 % від усіх жителів.
За віковим діапазоном населення розподілялося таким чином: 20,0 % — особи молодші 18 років, 80,0 % — особи у віці 18—64 років, 0,0 % — особи у віці 65 років та старші. Медіана віку мешканця становила 41,5 року. На 100 осіб жіночої статі у переписній місцевості припадало 233,3 чоловіків;  на 100 жінок у віці від 18 років та старших — 166,7 чоловіків також старших 18 років.
Цивільне працевлаштоване населення становило 0 осіб. 